# Jorge Iván Estrada
Jorge Iván Estrada Manja (* 16. Oktober 1983 in Culiacán, Sinaloa, Mexiko), auch bekannt unter dem Spitznamen Guty, ist ein mexikanischer Fußballspieler auf der Position eines Verteidigers.

## Laufbahn
Estrada begann seine Laufbahn im Nachwuchsbereich der Dorados de Sinaloa, dem bedeutendsten Fußballverein seines Heimatbundesstaates Sinaloa. Bei den Dorados erhielt er auch seinen ersten Profivertrag, für die Estrada zwischen 2003 und 2006 insgesamt 71 Punktspieleinsätze absolvierte und ein Tor erzielte. Die Apertura 2006 verbrachte er bei den Tiburones Rojos Veracruz, für die er lediglich sechs Punktspieleinsätze absolvierte und neunmal für deren in der zweitklassigen Primera División 'A' spielenden Farmteam Tiburones Rojos Coatzacoalcos zum Einsatz kam.
Anfang 2007 wechselte Estrada zum Club Santos Laguna, bei dem er die nächsten sechseinhalb Jahre unter Vertrag stand. In dieser Zeit bestritt er 202 Punktspieleinsätze (sechs Tore) und gewann mit den Guerreros zweimal (Clausura 2008 und Clausura 2012) die mexikanische Fußballmeisterschaft. 
Während seiner Zeit bei Santos Laguna gelang ihm auch der Sprung in die mexikanische Fußballnationalmannschaft, für die er am 12. Oktober 2010 gegen Venezuela zu seinem einzigen Länderspieleinsatz kam. Dieser endete unglücklicherweise bereits nach 24 Minuten, weil er nach einem Foul des venezolanischen Verteidigers Gabriel Cichero nicht mehr weiterspielen konnte und im Krankenhaus behandelt werden musste.
Nach einem halbjährlichen Zwischenaufenthalt beim CF Pachuca wechselte Estrada Anfang 2014 zu den UANL Tigres, bei denen er auch gegenwärtig (Anfang 2017) unter Vertrag steht. Mit den Tigres gewann er in der Apertura 2015 und der Apertura 2016 zwei weitere Meistertitel. 

## Erfolge
- Mexikanischer Meister: Clausura 2008, Clausura 2012, Apertura 2015, Apertura 2016